# Rambouillet
Rambouillet er en fransk by ca. 45 km sydvest for Paris. I byen ligger Château de Rambouillet, den franske præsidents sommerresidens.

## Historie
Rambouillet-forhandlingerne om Kosovos fremtid foregik her i februar og marts 1999.
- Wikimedia Commons har flere filer relateret til Rambouillet

48°38′37″N 1°49′48″Ø / 48.6436°N 1.83°Ø